# کامدن، شهرستان فرسنو، کالیفرنیا
کامدن (به انگلیسی: Camden) یک منطقهٔ مسکونی در ایالات متحده آمریکا است که در شهرستان فرسنو، کالیفرنیا واقع شده‌است. کامدن ۷۲ متر بالاتر از سطح دریا واقع شده‌است.